# اسپیرو کوستوف
اسپیرو کوستوف (انگلیسی: Spiro Kostof; ۷ مهٔ ۱۹۳۶ – ۷ دسامبر ۱۹۹۱) تاریخ‌نگار معماری و استاد دانشگاه دانشگاه کالیفرنیا اهل ایالات متحده آمریکا بود. او در خانواده‌ای با اصلیت یونانی در ترکیه متولد شد و در سال ۱۹۵۷ برای تحصیل در مقطع کارشناسی ارشد رشته نمایش در دانشگاه ییل به آمریکا مهاجرت کرد. پس از مدت کوتاهی نسبت به تاریخ معماری علاقه‌مند شد و در سال ۱۹۶۱ مدرک دکترایش را در این رشته گرفت. کتاب‌های او پرفروش‌ترین منابع در زمینه تاریخ معماری هستند.
کوستوف در سال ۱۹۸۷ مجری برنامه‌ای تلویزیون در شبکه پی‌بی‌اس به نام «آمریکا از طریق طراحی» (به انگلیسی: America by Design) بود. وی در سال ۱۹۹۳ درگذشت. «جایزه اسپیرو کوستوف» که از سوی جامعه تاریخ‌نگاران معماری اهدا می‌شود به افتخار او نام‌گذاری شده است.
وی همچنین برندهٔ جوایزی همچون کمک‌هزینه گوگنهایم شده بود.